# Wolfgang Weil
Wolfgang Weil (* 23. November 1912 in Klosterneuburg; † 1944/45 in Kroatien) war ein österreichischer Schachspieler.

## Leben
Wolfgang Weil wurde in Klosterneuburg geboren. Von frühester Jugend an interessierte er sich für Kombinationsspiele. Anfangs gehörte dem japanischen Go seine Liebe, später widmete er sich dem königlichen Brettspiel Schach. Obwohl in seiner Heimat zahlreiche begabte Schachmeister lebten, konnten ihm diese bald nicht mehr gleichwertige Spielpartner sein. Er trat dem berühmten Hietzinger Schachklub in Wien bei. Hier feierte er dank fleißiger Arbeit bald anerkannte Erfolge und wurde bei der inoffiziellen Schacholympiade Schach-Olympia 1936 in München in der österreichischen Mannschaft aufgestellt. Hier erreichte mit 12 ½ Punkten aus 17 Partien (+10 =5 −2) das beste Ergebnis am achten Brett. Für seine Erfolge wurde Weil mit dem Meistertitel geehrt.
In der Wiener Stadtmeisterschaft 1937 eroberte er den zweiten Platz hinter Albert Becker, ebenso im darauffolgenden Thema-Vierkampf, den Paul Keres gewann.
Weils beste historische Elo-Zahl betrug 2520 im Dezember 1937.
Weil wurde im Zweiten Weltkrieg im Winter 1944/45 in Kroatien von einem Granattreffer tödlich verletzt.